# Миновка (Полтавская область)
Миновка (укр. Минівка) — село,
Заворсклянский сельский совет,
Полтавский район,
Полтавская область,
Украина.
Код КОАТУУ — 5324081005. Население по переписи 2001 года составляло 448 человек.

## Географическое положение
Село Миновка находится в 5-и км от реки Тагамлык, в 1,5 км от сёл Кашубовка и Портновка.
Рядом проходит автомобильная дорога Т-1712 и
железная робота, станция Миновка в 0,5 км.